# Ян Убальдіні
Ян Убальдіні (лат. Joannes Ubaldini de Rippa, пол. Jan Ubaldini de Rippa) — львівський міщанин, член Колегії сорока мужів (1629—1633), лавник (1633—1642) та райця (1642—1663). Бурмистр Львова (1642, 1644, 1647, 1652, 1654, 1662).

Представник роду львівських патриціїв флорентійського походження Убальдіні, син львівського купця Урбана Убальдіні і Анни Вільчек. Батько міського райці Яна Стефана Убальдіні. Згідно зі списком найбагатших львів'ян, складеним міською радою з метою справедливого розподілу суми викупу, сплаченого козакам та татарам під проводом Хмельницького під час облоги Львова 1648 р. та московитам і козакам під проводом Бутурліна та Хмельницького під час облоги Львова 1655 р. його статки складали 80 тисяч злотих. За цим показником Ян Убальдіні був одним з найбагатших серед львівських міщан латинського обряду і поступався лише вірменам Янові Вартеришовичові (600 тисяч злотих) та Івашку Торосовичу (200 тисяч злотих) та русинам Іванові Мазаракі і Степану Несторовичу (100 тисяч злотих) та католикові Ян Аттельмаєру (120 тисяч злотих).